# 乗換案内
乗換案内（じょうかんあんない）は、出発地と到着地との間を鉄道・空路・航路・高速バス・路線バスなど公共交通機関を使って移動する最適経路を提供するシステム・サービス。アプリケーションソフトおよびネットワーク上で提供されるサービスがある。

## 概要
このサービスはジョルダン株式会社が開発・販売をしている。横浜市水道局の2点間の最短経路を求めるアルゴリズムにヒントを得て、開発が開始された。
類似の名前のサービスもある（例：駅探★乗り換え案内）が、漢字4文字のみの「乗換案内」というサービスはジョルダン株式会社のものを示す。
ライバル製品の「駅すぱあと」と比較すると、1枚のCD-ROMでWindowsの他、Windows CE、Palm、Zaurusなど、複数の対応OSにインストール可能なことと（ライセンス上は同じ系列のOSには1つのみである）、路線地図が実際の形状よりかなりシンプルになっているなどの差異がある。
また、iOS版、Android版のモバイルデバイス向けアプリケーションとしてもリリースしている。基本機能は無料で利用できる。

## 沿革
- 1994年3月 「東京乗換案内 for Windows 3.1」発売。この頃は東京近辺のみだった[1]。
- 1994年12月 「乗換案内全国版 for Windows 3.1」発売[1]。
- 1995年8月 「乗換案内 for Mac」発売[1]。
- 1995年11月 「乗換案内全国版 for Windows 95」発売[1]。
- 1996年4月 「乗換案内 時刻表対応版」発売。時刻表に対応、JR各駅の時刻検索が可能になった[1]。
- 1996年4月 インターネット上に「乗換案内全国版」公開[1]。
- 1998年12月 「乗換案内 時刻表対応版」(全国全駅時刻表収録)を発売[2]。私鉄各駅も含めた全国全駅の時刻検索が可能になった。
- 1998年12月 SkyWebで「乗換案内」サービス開始[1]。SkyWeb上での形ではあるが携帯電話での経路検索サービスが開始された。
- 1999年12月 J-SkyWeb(Vodafone live!)で「乗換案内」サービス開始。現在の携帯電話版経路検索サービスと近いGUIでのサービスが開始された。
- 2000年3月 i-modeで「AD乗換案内」サービス開始[3]。
- 2000年6月 EZwebで「乗換案内 for EZweb」サービス開始。
- 2001年11月 「乗換案内 世界版」発売。
- 2003年4月 i-modeで「乗換案内NEXT」サービス開始。検索に条件指定ができるようになったほか、高速バスなども検索できるようになった。
- 2003年8月 J-SKY(Vodafone live!)で「乗換案内NEXT」サービス開始。
- 2003年9月 EZwebで「乗換案内NEXT」サービス開始[4]。
- 2004年8月 「乗換案内BB(PCダウンロードパッケージ)」発売。
- 2005年5月 「乗換案内 PREMIUM」サービス開始。PCの上からも乗換案内NEXTのサービスが使えるようになった。
- 2005年12月 「乗換案内 MacX(Mac OS X専用パッケージ)」発売。iPodへのダウンロードに対応した。
- 2007年3月　「乗換案内VER.5」発売。
- 2008年3月末 Palm版、LinuxZaurus版サポート終了
- 2008年12月　iPhone対応版をリリース[1]。
- 2009年9月　Android対応版をリリース[1]。

## モバイルチケット
ジョルダンでは2019年6月より、同社が国内総代理店を務める英Masabi社のモバイルチケットサービス「Justride」の技術を「乗換案内」スマホアプリ内に組み込んだ、主に鉄道・バス向けを想定したモバイルチケットサービスを開始している。

### 導入事業者
※2022年3月現在
- 東京バス沖縄営業所
- かみくるパス（旭川電気軌道/道北バス/ふらのバス）
- 伊豆箱根鉄道
- 伊豆急行
- 名古屋ガイドウェイバス
- 北九州市営バス
- 飯能市
- 鹿児島市交通局
- 長崎電気軌道
- 岐阜バス
- 札幌市電
- 熊本市交通局
- 奈良交通
- 南海バス
- 明光バス
- 伊予鉄グループ
- 北海道北見バス
- 十勝バス
- 弘南鉄道
- 秋田内陸縦貫鉄道
- 八丈町営バス
- 大島バス
- 千葉海浜交通
- いすみ鉄道
- 小湊鉄道
- 天竜浜名湖鉄道
- 新潟交通佐渡
- 下津井電鉄
- 日光交通
- 大分きゃんバス
- 大分バス
- 宮崎交通
- 南城市Nバス
- 会津Samurai MaaSプロジェクト協議会（会津バス/会津鉄道/広田タクシー/福島交通/新常磐交通）
- 北いわてMaaS推進協議会（IGRいわて銀河鉄道/三陸鉄道/JRバス東北/岩手県北バス）
- 龍ケ崎MaaS推進協議会（関東鉄道竜ヶ崎線/龍ケ崎市コミュニティバス/龍ケ崎市内路線バス）
- いばらきMaaS（茨城交通/ひたちなか海浜鉄道/関東鉄道）
- サンリオピューロランド
- 新江ノ島水族館
- ムーミンバレーパーク